# Cotiujenii Mari
Cotiujenii Mari è un comune della Moldavia situato nel distretto di Șoldănești di 3.657 abitanti al censimento del 2004.

## Località
Il comune è formato dall'insieme delle seguenti località (popolazione 2004):
- Cotiujenii Mari (3.335 abitanti)
- Cobîlea, loc, st, c, f, (242 abitanti)
- Cușelăuca (80 abitanti)